# Бренда Старр (фильм)
«Бренда Старр» (англ. Brenda Starr) — кинофильм режиссёра Роберта Миллера, приключения с элементами комедии. Экранизация одноимённого комикса.

## Сюжет
Майк — молодой талантливый художник, который создаёт комикс о красивой девушке Бренде Старр для одного из журналов. Бренда оживает в комиксе и видит, насколько она недооценена своим создателем — Майком. Поэтому она решает уйти из комикса в настоящую жизнь. Для того чтобы вернуть её обратно и выполнить свою работу создателя комикса, Майк проникает в комикс.
В своём мире, Бренда Старр — ведущий репортёр одной из основных нью-йоркских газет. Она талантлива, бесстрашна, ослепительно красива и кроме того очень проворный журналист. Но у неё есть и соперница — главный репортёр конкурирующей газеты Либби Липскомб.
Для того чтобы получить приз века для своей газеты, Бренда должна отправиться в опасные южно-американские джунгли. Там на реке Амазонке Бренда должна разыскать одного безумного учёного, который хочет взорвать планету с помощью своего секретного изобретения — специального ракетного топлива. Бренда должна остановить его и заполучить секретную формулу вещества для его использования в мирных целях. В своём поиске девушка не одинока — ей помогает таинственный красивый молодой человек. Это художник Майк, который хочет узнать всю её историю и потом запечатлить её в комиксе.

## В ролях
- Брук Шилдс — Бренда Старр
- Тимоти Далтон — Базиль Джон
- Тони Пек — Майк Рэнделл
- Дайана Скаруид — Либби «Губы» Липскомб
- Нестор Серрано — Жозе, пилот гидроплана
- Джеффри Тэмбор — Владимир
- Джун Гейбл — Люба
- Чарльз Дёрнинг — редактор Фрэнсис Леврайт
- Эдди Альберт — шеф полиции Мелони
- Эд Нельсон — Гарри Трумэн

## Интересные факты
- Фильм впервые был показан 15 апреля 1992 года в США
- Некоторые источники указывают также другую дату создания фильма — 1986, а не 1989 год
- Этот фильм считают предшественником фильма Классный мир с Ким Бейсингер в главной роли
- Фильм длительное время (3 — 6 лет) пылился на полке и был выпущен в прокат только в 1992 году